# Nodo piano
Il nodo piano è uno dei più comuni e semplici nodi di giunzione. È usato generalmente per unire due corde di uguali dimensioni. è inoltre utilizzato per terminare le legature.

## Nodi correlati

Nodo piano
Nodo del ladro
Nodo dell'asino
Nodo grief